# Официальная история
Официальная история — труд по истории который спонсируется, санкционируется или одобряется субъектом исследования. Термин чаще всего используется для исторических трудов, подготовленных по заказу правительства. Также применяется к историям негосударственных органов, включая истории коммерческих компаний.  Биография написанная с разрешения, при сотрудничестве или с участием ее субъекта или наследников, называется официальной биографией.
Официальные истории часто имеют то преимущество, что авторы имеют доступ к архивам, им разрешено брать интервью субъектов исследования и использовать другие первоисточники, закрытые для независимых историков. Из-за тесной взаимосвязи между автором и субъектом такие исследования могут быть ангажированными и не иметь исторической объективности. Степень предвзятости может быть различной; некоторые официальные истории являются частью пропаганды, в других случаях авторы сохраняют определенную независимость.

## Ранние официальные истории
Традиция исторических трудов, выполненных под патронажем властей, уходит в далекое прошлое. Так, Полидор Вергилий написал историю Англии (Anglica Historia, написана в 1513 году,  опубликована в 1534 году)  по просьбе короля Генриха VII; труд Annales Rerum Gestarum Angliae et Hiberniae Regnate Elizabetha Уильяма Камдена (1615–1627), излагает историю правления Елизаветы I в Англии (1558–1603). В Европе раннего Нового времени официальных историков назначали королевские дворы. Например, Kongelig historiograf (Королевский историограф) в Королевстве Дания-Норвегия с 1594 г., Rikshistoriograf в Швеции с 1618 г., Королевский историограф в Англии с 1660 г. и Королевский историограф в Шотландии с 1681 г..